# 自由権
自由権（じゆうけん）は、基本的人権の一つであり、原則として国家から制約も強制もされず、自由に物事を考え、行動できる権利である。

## 概説
自由とは、自己のあり方を、自己の責任において決しうることをいう。自己決定に委ねられるものには、何をなすかについてだけでなく、ある行為をなすか否かについての決定まで含まれる。
ただし、その積極的効果については、社会規範としての法が保障する自由は、無制約な決定の可能性を認めるものではない。例えば初期のフランス憲法は「自由」の定義とともにその限界を示していた。
憲法による自由の保障は、何の自由であるかにより効果を異にするものであり、許容される制約の範囲や程度も一様でない。ただ、自由主義諸国では概括的に経済的自由に比べて精神的自由についての憲法的保障の本質内容は広いという特徴があるとされる。そこで違憲審査基準としては二重の基準論が主張される。二重の基準論とは、経済的自由と精神的自由を区別し、前者の規制立法に関しては広く合憲性の推定を認め「合理性の基準」によって合憲性を判定するが、後者の規制立法に関しては合憲性の推定は排除され「合理性の基準」よりも厳格な基準によらなければならないとする法理をいう。二重の基準論の根拠としては、例えば、表現の自由については経済的自由について認められる政策的な制限が認められないことや、表現の自由の濫用による弊害は経済的自由の濫用による弊害ほど客観的に明白でない場合が多く、表現の自由の制限が必要やむを得ないか否かは一層厳密に判断する必要があることが挙げられている。さらに、かりに経済的自由が不当に制限されているとしても自由な討論という民主主義的な政治プロセスを経て是正できるが、表現の自由が不当に制限されている場合には自由な討論そのものが制限されているため民主主義政治過程が十分に機能せずそれを是正することができないという問題を生じることも挙げられている。
人権は個人に保障されるもので、個人権とも言われるが、個人は社会との関係を無視して生存することはできないので、人権もとくに他人の人権との関係で制約されることがある。日本国憲法は、各人権に個別的に制限の根拠や程度を規定しないで、「公共の福祉」による制約が存する旨を一般的に定める方式をとっている。

## 分類

### 伝統的分類
ゲオルグ・イェリネックの公権論からは国家に対する国民の地位によって「積極的地位」（受益権）や「消極的地位」（自由権）といった分類が行われた。宮沢俊義は「消極的な受益関係」での国民の地位を「自由権」、「積極的な受益関係」での国民の地位を「社会権」とし、請願権や裁判を受ける権利などは「能動的関係における権利」に分類した。
「自由権」ないし「消極的権利」と「社会権」ないし「積極的権利」との対比を行う場合、国家による介入を拒否することを本質とする権利は「自由権」ないし「消極的権利」、国家に依拠してその実現が図られる権利は「社会権」ないし「積極的権利」と区別される。
自由権は、精神的自由権、経済的自由権、身体的自由権（人身の自由）などに分類される。
- 精神的自由権
  - 思想・良心の自由
  - 信教の自由
  - 学問の自由
  - 表現の自由
  - 集会の自由
  - 結社の自由
- 経済的自由権
  - 職業選択の自由
  - 居住移転の自由
  - 海外渡航の自由
  - 財産権の保障
- 身体的自由権（人身の自由）
  - 法定手続の保障（デュー・プロセス・オブ・ロー）
  - 刑罰の内容の保障
  - 刑事裁判手続上の保障

ただし、以上の権利にも多面的な性格が指摘されていることがある。例えば、居住移転の自由については、経済的自由権に分類されることが普通であるが、身体的自由権あるいは精神的自由権に分類する学説もある。今日では居住移転の自由は多面的・複合的な性格を有する権利として理解する学説が有力となっている。

### 自由権と社会権の相対性
我妻栄は『新憲法と基本的人権』（1948年）などで、基本的人権を「自由権的基本権」と「生存権的基本権」に大別し、人権の内容について前者は「自由」という色調を持つのに対して後者は「生存」という色調をもつものであること、また保障の方法も前者は「国家権力の消極的な規整・制限」であるのに対して後者は「国家権力の積極的な関与・配慮」にあるとして特徴づけ通説的見解の基礎となった。
しかし、社会権と自由権は截然と二分される異質な権利なのかといった問題や社会権において国家の積極的な関与が当然の前提となるのかといった問題も指摘されている。教育を受ける権利と教育の自由や労働基本権と団結の自由など自由権的側面の問題が認識されるようになり、時代の要請から強く主張される新しい人権（学習権、環境権等）も自由権と社会権の双方にまたがった特色を持っていることが背景にある。
「自由権」と「社会権」あるいは「消極的権利」と「積極的権利」という区別は相対的なものであると解されている。例えば、自由権の象徴とされるプライバシー権を自己の情報をコントロールする権利として理解すると、他者が保有する個人情報システムへのアクセス権のようなものとして捉えざるをえない。
現代では「積極的権利」や「福祉的権利」の比重が著しく増大し、国際人権規約でもまず社会権的なA規約があり、然る後に自由権的なB規約があるなど、具体的人間に即して人権の問題を考えようとする傾向がみられ、「自由権」と「社会権」あるいは「消極的権利」と「積極的権利」という区別はあまり意識されなくなっている。市民的及び政治的権利に関する国際規約（自由権規約）では法の下の平等や生存権なども保障されている（学術上の分類としては、法の下の平等は他の個別的諸権利の保障の基礎的条件をなす権利であり「包括的権利」などとして位置づけられる。また、生存権は「積極的権利」あるいは「社会権」などとして分類される）。
他方、国民生活への国家の介入度や浸透度が増しつつある中で、「自由権」と「社会権」あるいは「消極的権利」と「積極的権利」という区別がかえって重要になってきているとし、その上で両者のバランスや各種の人権保障のあり方を配慮すべきという指摘もある。
社会権と自由権の区別そのものを放棄する学説もあるが、社会権と自由権の区別の有用性を認めた上で両者の区別は相対的であり相互関連性を有するとする学説が一般的となっている。

### 日本国憲法で明記されている自由権
- 思想及び良心の自由（日本国憲法第19条）
- 信教の自由（日本国憲法第20条）
- 集会、結社及び言論、出版その他一切の表現の自由（集会の自由、結社の自由、言論の自由、出版の自由、表現の自由、日本国憲法第21条）
- 居住、移転及び職業選択の自由（居住移転の自由、職業選択の自由、日本国憲法第22条）
- 外国に移住し、又は国籍を離脱する自由（海外渡航の自由、国籍離脱の自由、同上）
- 学問の自由（日本国憲法第23条）